# Tour della nazionale maschile di rugby a 15 dell'Irlanda 2000
Tra le due edizioni della Coppa del Mondo di rugby del 1999  del 2003, la nazionale irlandese di "rugby a 15", si è recata tre volte in tour nel periodo di metà anno. Nessun tour è stato svolto nel 2001, in quanto i migliori giocatori erano impegnati del tour dei British and Irish Lions
Nel 2000, l'Irlanda visita le Americhe: nessuna rivincita della Coppa del Mondo di rugby 1999 contro l'Argentina. Il successo arride ai Pumas.
| Buenos Aires 3 giugno 2000 | Argentina | 34 – 23 | Irlanda | Etcheverry |

| Manchester (NH) 10 giugno 2000 | Stati Uniti | 3 – 83 | Irlanda |  |

| Markham (Canada) 17 giugno 2000 | Canada | 27 – 27 | Irlanda |  |